# Matteo Campagnoli
Matteo Campagnoli (Milano, 1970) è uno scrittore e traduttore italiano.

## Biografia
Ha studiato all'Università degli Studi di Milano e alla New York University.
È autore di un libro di poesie, In una notte fortunata, di una pièce teatrale, Dioniso a Tebe, tratta da Le Baccanti di Euripide, e di un libro di viaggio, Dispacci dai Caraibi. Ha curato e tradotto opere dei poeti Premio Nobel Derek Walcott e Iosif Brodskij per Adelphi, di Robin Robertson per Guanda, e di David Foster Wallace, Stephanos Papadopoulos e Jacek Dehnel per le Edizioni Casagrande. In teatro ha lavorato al fianco di Derek Walcott alla messa in scena italiana di due pièce del poeta caraibico, Odissea. Una versione teatrale (Ortigia Festival 2005) e Moon-Child (American Academy in Rome 2011), e ha tradotto le poesie di Iosif Brodskij per lo spettacolo Brodsky/Baryshnikov di Michail Baryšnikov e Alvis Hermanis. Poesie, traduzioni e saggi di Matteo Campagnoli sono apparsi su riviste e quotidiani italiani ed esteri, tra i quali «Il Sole 24 ore», «Corriere della sera», «Lo Straniero». «Poesia», «Viceversa» (CH), «Agenda» (GB) e «Epiphany» (USA). È il direttore artistico di «Babel. Festival di letteratura e traduzione» (Bellinzona) e tra i fondatori della rivista «Specimen. The Babel Review of Translations». Nel 2008 ha vinto il Premio Mario Luzi per la poesia inedita, nel 2011 il Premio Achille Marazza per la traduzione.

## Opere

### Poesia
- In una notte fortunata, Edizioni Casagrande, Bellinzona 2010

### Teatro
- Dioniso a Tebe, inedito, 2012

### Prosa
- Dispacci dai Caraibi: St. Lucia, Trinidad e Martinica, Quodlibet/Humboldt, Milano 2015

### Curatela e traduzione
- Derek Walcott, Nelle vene del mare, Un secolo di poesia, RCS, Milano 2012
- Aa. Vv., Il vetro è sottile. Poeti polacchi contemporanei tradotti da poeti, Edizioni Casagrande, Bellinzona 2012. [Curatela con Jacek Dehnel e traduzione delle poesie di Dehnel]
- Stephanos Papadopoulos, Questi erano i nostri fragili eroi, Edizioni Casagrande, Bellinzona 2011
- Derek Walcott, Isole. Poesie scelte 1948-2004, Adelphi, Milano 2009
- Derek Walcott, Odissea. Una versione teatrale, Crocetti Editore, Milano 2006. [Ortigia Festival 2005, Siracusa; Festival Internacional de Teatro Clásico de Mérida, Mérida 2005. Regia: Derek Walcott]

### Traduzione
- Robin Robertson, Un nodo alla gola, Guanda, Milano 2022
- Brodsky/Baryshnikov, uno spettacolo di Alvis Hermanis, con Michail Baryšnikov [Teatro Politeama, Teatro del Maggio Musicale Fiorentino, Teatro La Fenice, 2018]
- Iosif Brodskij, E così via, Adelphi, Milano 2018 [con Anna Raffetto]
- Iosif Brodskij, Conversazioni con Iosif Brodskij, Adelphi, Milano 2015
- Derek Walcott, Egrette bianche, Adelphi, Milano 2015
- Carta bianca a Matteo Campagnoli: Cinque poesie di Iosif Brodskij, in «Viceversa Letteratura», 6, Fribourg 2012
- Derek Walcott, Moon-Child, inedito, 2011 [American Academy in Rome, Roma 2011. Regia: Derek Walcott]
- David Foster Wallace, Roger Federer come esperienza religiosa, Edizioni Casagrande, Bellinzona 2010
- Dal russo con amore. Joseph Brodsky e la lingua inglese [saggio e 15 traduzioni], in «Poesia», 185, luglio/agosto 2004

### Curatela
- Derek Walcott, La voce del crepuscolo. Saggi, Adelphi, Milano 2013
- Iosif Brodskij, La forma del tempo, Un secolo di poesia, RCS, Milano 2012
- Aa. Vv., Negli immediati dintorni. Guida letteraria tra Lombardia e Canton Ticino, Edizioni Casagrande, Bellinzona 2015